# Atayurt, Arsin
Atayurt là một thị trấn thuộc huyện Arsin, tỉnh Trabzon, Thổ Nhĩ Kỳ. Dân số thời điểm năm 2011 là 1.254 người.